# Megaladapis
Megaladapis byl obří lemur, který žil na Madagaskaru. Byl příbuzný dnešnímu indrimu, ale jako jediný primát se specializoval na výhradně rostlinnou potravu. Proto bývá přirovnáván ke koalovi. Na výšku měřil až 160 cm a vážil kolem 85 kg.

## Vyhynutí
Po příchodu lidských populací na Madagaskar ubývalo v důsledku vypalování lesů životní prostředí tohoto druhu, který definitivně vymizel patrně ve 14. nebo 15. století našeho letopočtu. V současnosti už neexistují žádní zástupci původní madagaskarské megafauny. Největší původní živočichové na tomto ostrově dnes dosahují hmotnosti jen kolem 10 kg.

## Druhy
Podrod Peloriadapis
- Megaladapis edwardsi

Podrod Megaladapis
- Megaladapis madagascariensis
- Megaladapis grandidieri